# 路易·迪普雷

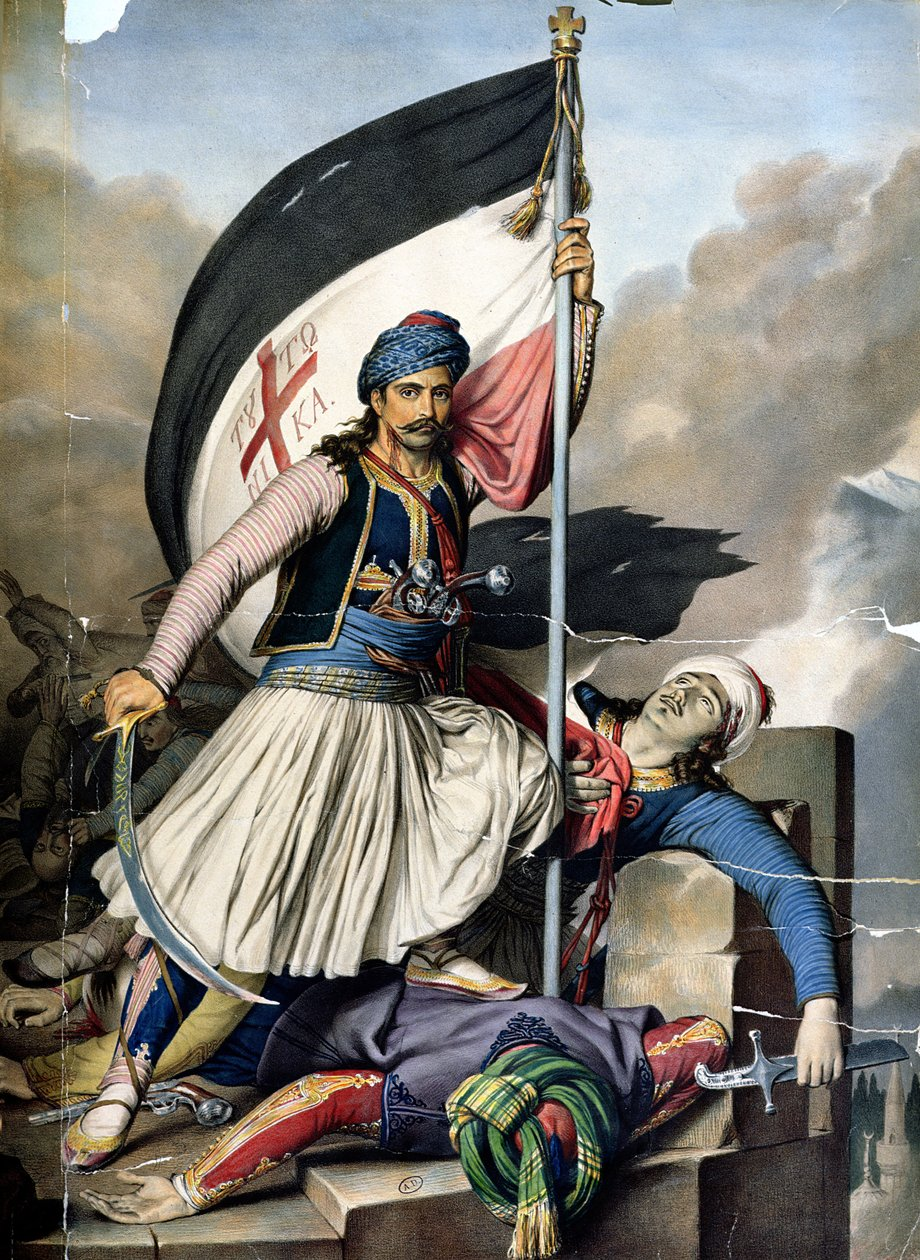
迪普雷在希腊独立战争时期创作的画作，描绘了一个希腊起义者举起旗帜

路易·迪普雷（法語：Louis Dupré，法語發音：[lwi dypʁe]；1789年—1837年10月），法国画家。路易·迪普雷以其在希腊与奥斯曼土耳其的旅行而知名，在此期间他创作了大量的东方主义与亲希腊主义画作。